# Masisi (territoire)
Le territoire de Masisi est une entité administrative déconcentrée de la province du Nord-Kivu en république démocratique du Congo.

## Aperçu
Le territoire de Masisi a une superficie de 4 734 km2. Le territoire de Masisi est administrativement subdivisé en quatre secteurs : Bahunde, Bashali, Katoyi et Osso.
Masisi est bordé par le territoire de Walikale à l'ouest et au nord, le territoire de Rutshuru au nord-est, le territoire de Nyiragongo et Goma à l'est et le Sud-Kivu au sud.

## Histoire
Le territoire de Masisi bénéficie de nombreux champs fertiles et d'une pluviométrie satisfaisante qui permettent le développement de l'agriculture. Cependant cette activité économique crée des tensions entre les habitants et de nombreux conflits fonciers existent.

### Guerre civile (1993-1996)
En mars 1993, les tensions sociales, liés à des questions politiques, administratives, socio-économiques, et de nationalité, qui traversent la région depuis plusieurs décennies aboutissent à une guerre civile dans le territoire de Masisi, qui voit s'opposer les différentes communautés autochtones (Hundes, Nyanga, Tembo et Nande) et celle d'origine rwandaise (principalement les Banyarwanda Hutus), installés en république démocratique du Congo (RDC) à différentes périodes de l'histoire du pays, et qui se propage dans les territoires de Walikale, de Kalehe, et du Rutshuru. En six mois, entre 7 000 et 14 000 personnes sont tuées, et plus de 200 000 personnes sont déplacées.
La violence continue jusqu’en novembre 1993, où le déploiement de la Division spéciale présidentielle (DSP)  par Mobutu Sese Seko, et les travaux de pacification de la société civile locale, permettent d'aboutir à une trêve précaire entre les milices rivales,,.
En 1994 les hostilités reprennent à la suite de l'afflux massif de réfugiés hutus rwandais dans l'est du Zaïre, qui fuient le Rwanda par peur de représailles du Front patriotique rwandais (FPR), la rébellion Tutsi mené par Paul Kagame, qui vient de prendre le contrôle de Kigali à la suite du génocide des Tutsis au Rwanda. Cet afflux de personnes, au sein desquels se trouvent aussi les forces génocidaires (l'armée rwandaise (FAR) vaincue et les milices Interahamwe), déstabilise le Nord-Kivu, où les Hutus deviennent majoritaires, ce qui modifie les alliances locales, et ravive les conflits entre groupes ethniques,,,.

### Rébellion du M23
À partir de 2022, les réfugiés qui arrivent fuient les combats qui se déroulent dans la province du Nord-Kivu entre le Mouvement du 23 mars (M23) et divers groupes armés, dont les Forces armées de la république démocratique du Congo (FARDC), les wazalendo, l'Alliance des patriotes pour un Congo libre et souverain (APCLS) ou des mercenaires européens. Les réfugiés souhaitent eux aussi acquérir un champ pour subvenir à leurs besoins tandis que les miliciens, pro-gouvernementaux ou M23, pillent les vivres et les champs. L'Organisation internationale pour les migrations dénombre 470 000 réfugiés dans le territoire en mars 2023,,,,.

## Subdivisions

### Commune Masako
Le territoire compte une commune rurale de moins de 80 000 électeurs.
- Masisi, (7 conseillers municipaux)

### Chefferies et secteurs
Le territoire est composé de 4 collectivités (2 chefferies et 2 secteurs) divisés en 19 groupements :
| Subdivision   | Statut    | Groupements |
| ------------- | --------- | ----------- |
| Bahunde       | Chefferie | 6           |
| Bashali       | Chefferie | 2           |
| Katoyi        | Secteur   | 6           |
| Osso Banyungu | Secteur   | 5           |